# 1904 (numero)
Millenovecentoquattro (1904) è il numero naturale dopo il 1903 e prima del 1905.

## Proprietà matematiche
- È un numero pari.
- È un numero composto da 20 divisori: 1, 2, 4, 7, 8, 14, 16, 17, 28, 34, 56, 68, 112, 119, 136, 238, 272, 476, 952, 1904. Poiché la somma dei suoi divisori (escluso il numero stesso) è 2560 > 1904, è un numero abbondante.
- È un numero semiperfetto in quanto pari alla somma di alcuni (o tutti) i suoi divisori.
- È un numero di Harshad nel sistema numerico decimale, cioè è divisibile per la somma delle sue cifre.
- È un numero congruente.
- È un numero pratico.
- È un numero malvagio.
- È parte delle terne pitagoriche (255, 1904, 1921), (372, 1904, 1940), (896, 1680, 1904), (990, 1904, 2146), (1122, 1904, 2210), (1428, 1904, 2380), (1575, 1904, 2471), (1904, 1920, 2704), (1904, 2847, 3425), (1904, 3060, 3604), (1904, 3570, 4046), (1904, 3822, 4270), (1904, 4428, 4820), (1904, 6528, 6800), (1904, 7497, 7735), (1904, 7980, 8204), (1904, 9150, 9346), (1904, 13260, 13396), (1904, 14097, 14225), (1904, 16128, 16240), (1904, 18447, 18545), (1904, 26622, 26690), (1904, 28290, 28354), (1904, 32340, 32396), (1904, 53295, 53329), (1904, 56628, 56660), (1904, 64722, 64750), (1904, 113280, 113296), (1904, 129465, 129479), (1904, 226572, 226580), (1904, 453150, 453154), (1904, 906303, 906305).

## Astronomia
- 1904 Massevitch è un asteroide della fascia principale del sistema solare.

## Astronautica
- Cosmos 1904 è un satellite artificiale russo.